# Papiro 72

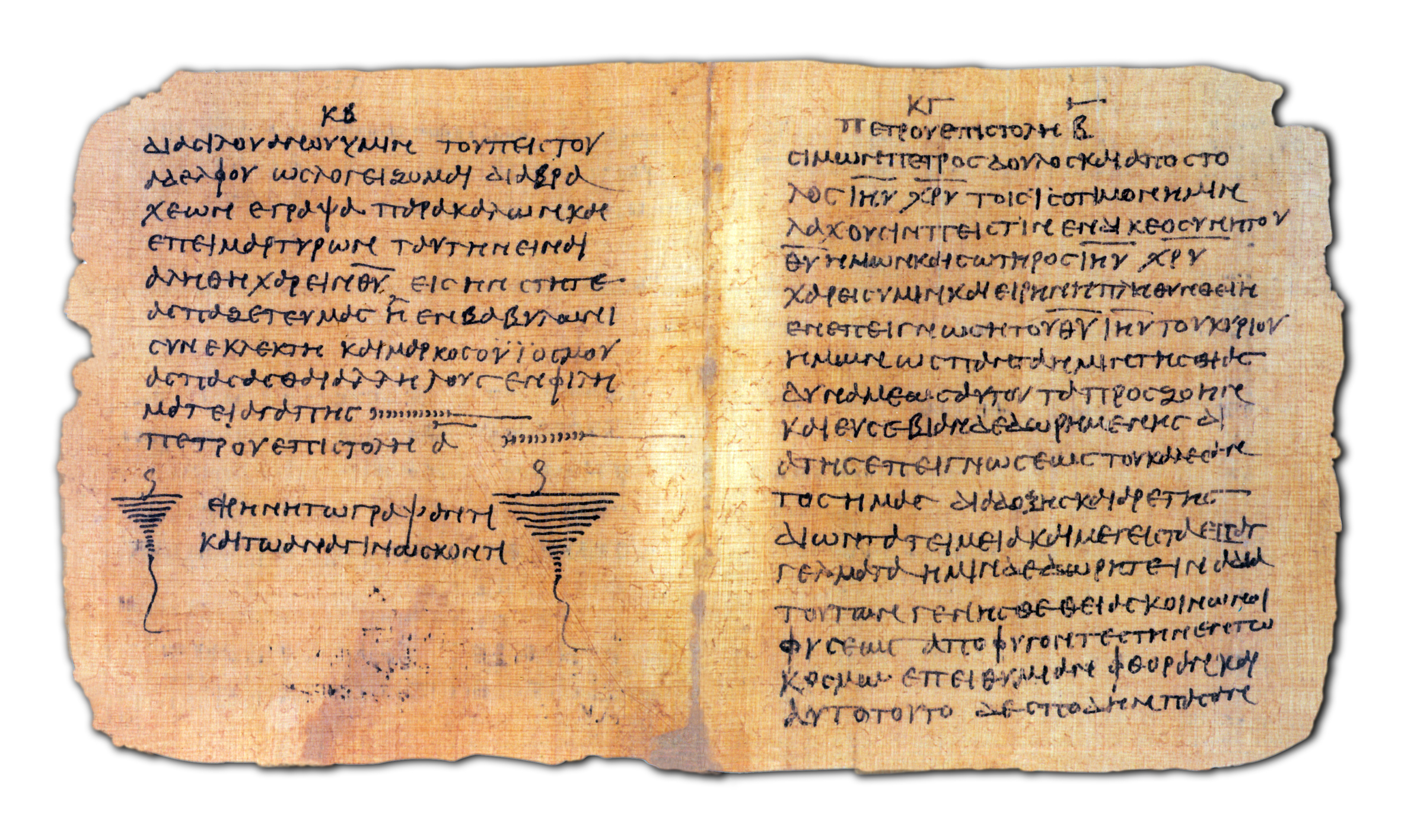
Judas, 1 Pedro, 2 Pedro

El Papyrus 72 ({\displaystyle {\mathfrak {P}}}72, Papiro Bodmer VII-IX) es un papiro del Nuevo Testamento antiguo. Este contiene todo el texto de 1 Pedro, 2 Pedro, y Judas. Paleográficamente ha sido asignado al siglo III o IV.

## Descripción
Es el manuscrito más antiguo conocido de estas epístolas', aunque unos cuantos versículos de Judas son un fragmento {\displaystyle {\mathfrak {P}}}78 (P. Oxy. 2684).
Este documento contiene también la Natividad de María, la correspondencia apócrifa de Pablo a los Corintios, las once odas de Salomón, Homilía de Melito sobre la Pascua, un fragmento de un himno, la Apología de Fileas, y los Salmos 33 y 34.
Escrito en 72 hojas (14.5 cm, por 16 cm), en 16-20 líneas por página. Es manuscrito está escrito por una mano documental.
La nomina sacra está escrita con abreviaturas.

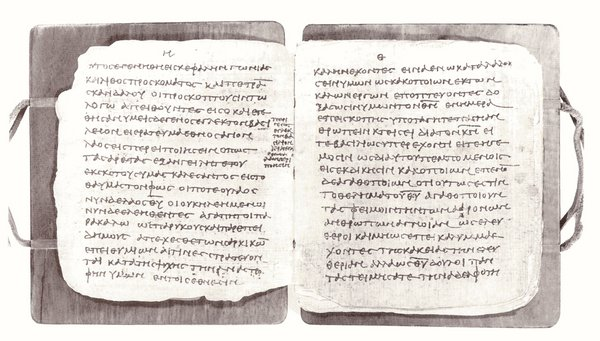
Papiro Bodmer VII-IX

## Texto
El texto griego de este códice es una representación del tipo textual alejandrino. De acuerdo a Aland en 1-2 de Pedro aparece un texto normal, en Judas un texto libre, ambos con ciertas peculiaridades. Aland lo ubicó en la Categoría I. Es muy cercano al Códice Vaticano y al Códice Alejandrino.
Actualmente está guardado en la Biblioteca Vaticana (P. Bodmer VIII) en Roma.

## Lectura adicional
- Beare, FW (1961),The Text of I Peter in Papyrus 72, Journal of Biblical Literature, Vol. 80, No.3, pp. 253-260.
- Wasserman, T. (2005), Papyrus 72 and the Bodmer Miscellaneous Codex, NTS 51, p. 137-154.  doi 10.1017/S0028688505000081
- Jones, Brice C. (2011), The Bodmer 'Miscellaneous' Codex and the Crosby-Schøyen Codex MS 193: A New Proposal, JGRChJ (2011-2012): 9-20.
- Comfort, Philip W.; David P. Barrett (2001). The Text of the Earliest New Testament Greek Manuscripts. Wheaton, Illinois: Tyndale House Publishers. p. 478–500. ISBN 978-0-8423-5265-9.
- Sakae Kubo, 𝔓 72 and the Codex Vaticanus, Studies and Documents 27 (Salt Lake City: University of Utah Press, 1965).